# ناغالند
نَاغِسْتَان أو نَاغَالَنْد أو ناجالند (بالهندستانية: ناگستان، ناگالنڈ) ولاية في أقصى الشمال الشرقي من الهند. تحدها ولاية أروناجال برديش من الشمال وآسام من الغرب ومانيبور من الجنوب منطقة الناغا ذاتية الإدارة في إقليم ساجينغ في ميانمار من الشرق. عاصمة الولاية هي كوهيما وأكبر مدنها ديمابور. يبلغ عدد سكانها حوالي مليوني شخص (بلغ عدد سكانها 1،980،602 لتعداد سنة 2011 في الهند) ومساحتها الاجمالية 16,579 كيلومتر مربع (6,401 ميل2) مما يجعلها واحدة من أصغر الولايات في الهند.
تتكون ناغستان من 16 منطقة إدارية تسكنها 17 قبيلة رئيسية والعديد من القبائل الفرعية أخرى. تتميز كل قبيلة عن الأخرى بعادتها ولغتها ولباسها. يعود أقدم تاريخ مسجل للناغا في ناغستان الحالية إلى القرن الثالث عشر.
بدأت القوات البريطانية في الهند بتوسيع نفوذها في شمال شرق الهند  التي تشمل تلال ناغا في القرن التاسع عشر. طُرحت قضية الوضع السياسي لتلال ناغا بعد استقلال الهند في 1947. كانت ناغستان جزءًا من ولاية آسام حتى عام 1957. دعا مجلس ناغا الوطني بقيادة زابو فيزو إلى استقلال الناغا عن الهند وبدأ المجلس تمرد مسلح ضد الحكومة المركزية. لكن أصرت الحكومة الهندية على أن ناغستان هي جزء لا يتجزأ من الاتحاد الهندي. استمر الصراع بين مجلس ناغا الوطني والحكومة الهندية لفترة طويلة، حتى أعلنت ناغستان الولاية السادسة عشر في الهند في 1 ديسمبر 1963 وتسلمت حكومة منتخبة السلطة في عام 1964.
ناغستان ذات تنوع غني من الموارد الطبيعية والثقافية والبيئية. هي ولاية جبلية تقع بين خطي الطول 95 و94 درجة شرقًا وخطي العرض 25.2 و27.0 درجة شمالًا. تمتلك الولاية موارد ضخمة من المعادن الطبيعية والبترول والطاقة الكهرومائية لكن يقوم اقتصادها حتى الآن على القطاع الزراعي الذي يشكل 24.6٪ من اقتصادها. الأنشطة الاقتصادية الأخرى الهامة هي قطاع الغابات والسياحة والتأمين والعقارات والبستنة والصناعات الحرفية المتنوعة.

## التسمية
أصل كلمة "الناغا" غير واضح. عرف شعب النجا تاريخيًا بأسماء متعددة مثل "نوغا" أو "ناكا" وهي اسماء استخدمها سكان مملكة أهوم (آسام الحالية) ويعني الاسم "العاري" واسم "هاو" الذي استخدمه شعب ميتي في وادي إمفال واسم "ناكاس" أو "ناغا" الذي استخدمه البورميون (ميانمار الحالية) التي تعني "مرتدي الأقراط" ويقترح آخرون أنها قد تعني الأنوف المثقوبة. تُنطق كل من naka و naga بنفس الطريقة في البورمية.
شهدت المنطقة قبل وصول الاستعمار الأوروبي إلى جنوب آسيا العديد من الحروب والاضطهاد والغارات التي شنتها بورما على قبائل الناغا وشعب الميتي وغيرهم في شمال شرق الهند. كان الغزاة يسعون لـصيد الرؤوسوالبحث عن الثروات وأخذ الأسرى من هذه القبائل والمجموعات العرقية. عندما سأل البريطانيون بورما عن تلك الشعوب التي تقطن شمال جبال الهيمالايا ذكروا أنهم يسموهم "ناكا" سُجل هذا الاسم لاحقًا باسم "ناغا" واستُخدم هذا الاسم ذلك الحين.

## التاريخ
التاريخ القديم للنجا غامض. هاجرت القبائل في أوقات مختلفة واستقروا في الجزء الشمالي الشرقي من الهند الحالية وأسسوا دول القرى المستقلة. لا توجد سجلات تحدد ما إذا كانوا قد جاءوا من المنطقة المنغولية الشمالية أو جنوب شرق آسيا أو جنوب غرب الصين، لكن يُعتقد أن أصولهم تعود إلى شرق الهند وتشير السجلات التاريخية إلى أن شعب ناغا الحالي قد استقر قبل وصول الأهوم في 1228 م.

### مملكة مونغكاونغ

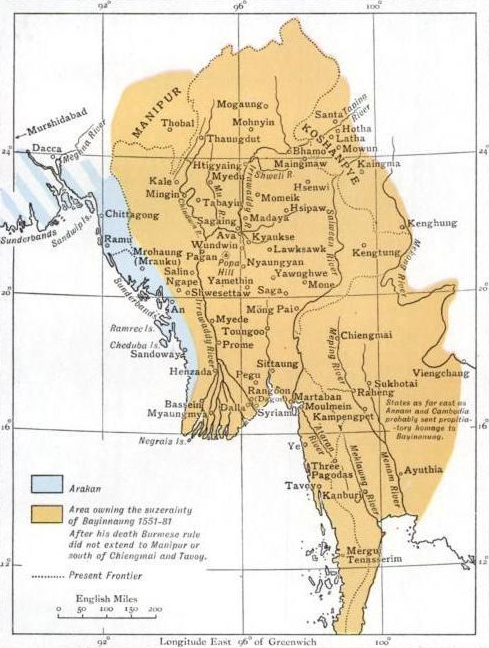
امتداد مملكة مونغكاونغ في الشمال في 1572

تذكر سجلات Tagung Yazawin البورمية أن أول شا فا لمونغكاونغ ساملونغفا (1150-1201 م) ضم أراضي ناغا في بدايات نهاية القرن الثاني عشر، عرفت أراضي ناغا في السجلات بـ"كانغ سي".

### مملكة مونغماو

كانت ناغستان واحدة من العديد من الأنظمة الحاكمة في مونغماو عام 1360 م.

يذكر التاريخ المختصر لـ Mengguo Zhanbi في عام 1318 أن سي كيفا شقيقه أمر شقيقه سانلونغفا على جيش مكون من 90,000 جندي لمهاجمة مينغوي ساري. أُجبرت مينغوي ساري على الاستسلام ودفع الجزية ثم عاد سانلونغفا إلى مونغماو مُكرّمًا.

### مملكة آفا
يذكر نقش في معبد يان أونغ مين في بينيا، ميانمار أن مملكة آفا تحت حكم مينخاونغ الأول (1400-1421) في أوائل أواخر القرن الرابع عشر كانت أراضي الناغا تحت حكمها.

### الهند البريطانية

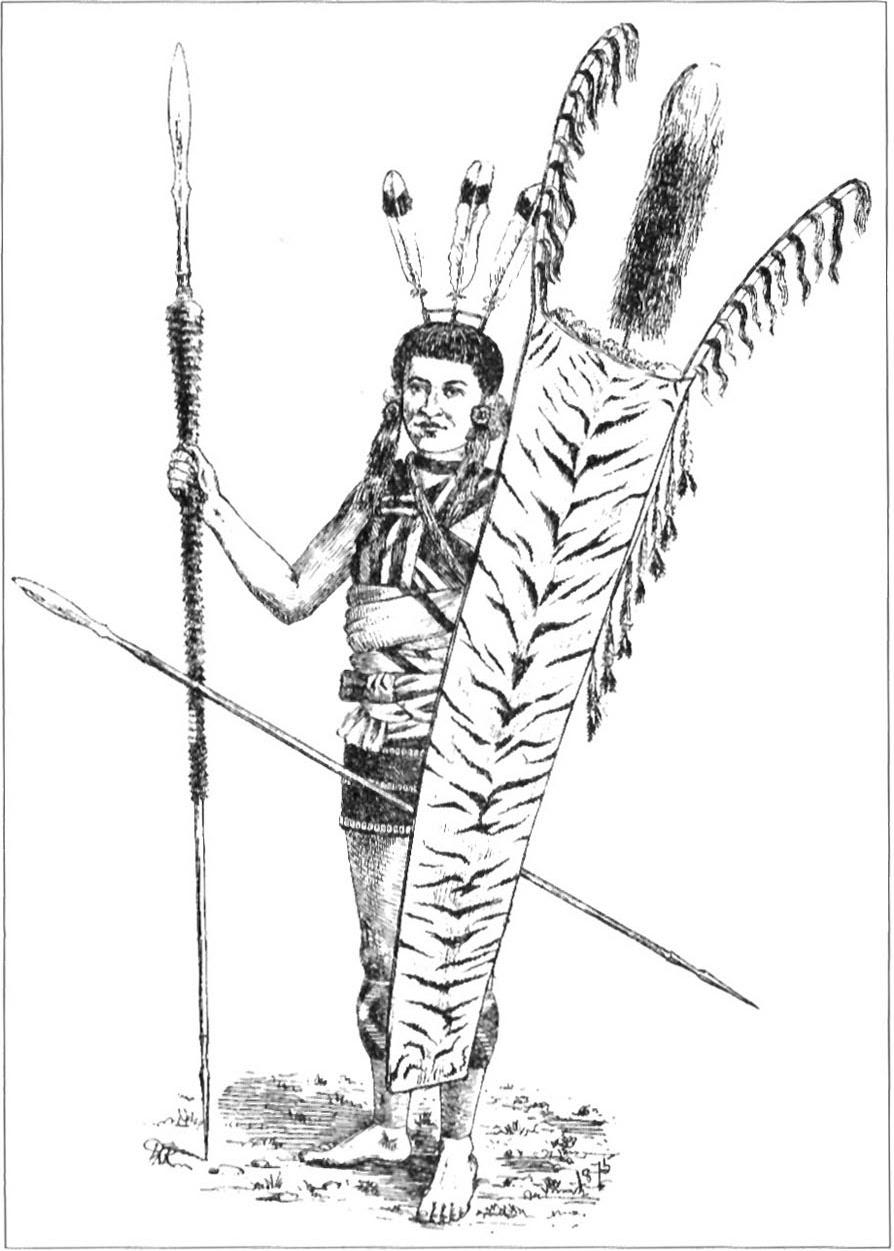
رسم تخطيطي لرجل قبيلة أنغامي من عام 1875.

وصلت شركة الهند الشرقية البريطانية إلى المنطقة في بداية القرن التاسع عشر تلها الراج البريطاني بدأت بريطانيا في توسيع نفوذها في جنوب آسيا بأكملها التي شتمل تلال ناجا. كان الكابتن فرانسيس جينكينز والملازم روبرت بيمبرتون أول الأوروبيين الذين استكشفوا التلال في عام 1832.  اتسم الاتصال المبكر بقبائل الناغا بالشك والنزاعات. عانت المصالح الاستعمارية في ولاية آسام مثل مزارع الشاي والمراكز التجارية الأخرى، من غارات القبائل التي اشتهرت بشجاعتها وممارسات «صيد الرؤوس». لوضع حد لهذه الغارات أغازت القوات البريطانية عشرة مرات بين عامي 1839 و 1850. وقعت معركة كيكروما العنيفة في فبراير 1851 وسقط فيها قتلى من الجانبين البريطاني والناجا، تلا المعركة حرب عرقية قتل فيها الكثير من البشرز اتبع البريطانيون بعد هذه الحرب سياسة الحيطة وعدم التدخل في شؤون القبائل الناجا.
لكن واصل البريطانيون الاستيطان في أراضي الناجا. واستمرت قبائل الناغا في مهاجمة البريطانيين في آسام من 1851 إلى 1865. تولت الحكومة البريطانية السيطرة على ممتلكات شركة الهند الشرقية بعد ثورة الهند سنة 1857. أعاد الراج البريطاني التفكير في طريقة إدارة المنطقة بعد فشل شركة الهند الشرقية. أنشأت الإدارة البريطانية معسكرًا في ساماغوتينغ في 1866 بهدف وضع حد للحروب القبلية والغارات على الممتلكات والأشخاص.
عين الكابتن بتلر لقيادة وتعزيز الوجود البريطاني في تلال ناغستان في عام 1869. نقل مقر الإدارة الرئيس في عام 1878 إلى كوهيما فأصبحت مركزًا مهمًا للإدارة والتجارة والثقافة في ناغستان.
ذهب الوكيل السياسي البريطاني جي إتش دامانت إلى خونوما برفقة قواته في 4 أكتوبر 1879 لكنه قُتل بالرصاص مع 35 من رفقائه. هوجمت كوهيما ونهبت لاحقًا للهجوم. أدى هذا العنف إلى تحرك حاسم من الراج البريطاني للرد واستعادة السيطرة، فكانت الهزيمة  في خونوما تعد نهاية التهديدات الخطيرة في التلال.
عززت الإدارة البريطانية مكانتها في منطقة تلال ناغا بين عامي 1880 و1922 وضمتها إلى آسام. أدخلت الإدارة البريطانية الروبية عملة التعاملات الاقتصادية وأسست حكومة عرقية منظمة تختلف كليًا عن الأنظمة التقليدية للحكم الاجتماعي.
وصل المبشرون المسيحيون من الولايات المتحدة وأوروبا منذ منتصف القرن التاسع عشر، إلى ناغستان والولايات المجاورة وقاموا بتحويل الجماعات العرقية الناغا في ناغستان من العقائد الروحانية إلى المسيحية.
قُدمت مذكرة في عام 1929 إلى لجنة سيمون القانونية تطلب إعفاء الناغا من الإصلاحات والضرائب الجديدة المقترحة في الهند البريطانية، والمطالبة بأن يُتركوا لتقرير مستقبلهم بأنفسهم.
تُعلن المذكرة التي قدمها نادي الناغا (أصبح لاحقًا مجلس الناغا الوطني) إلى لجنة سيمون بوضوح أنهم يريدون "أن يُتركوا وحدهم لتحديد مصيرهم كما كان الحال في العصور القديمة".

### الحرب العالمية الثانية

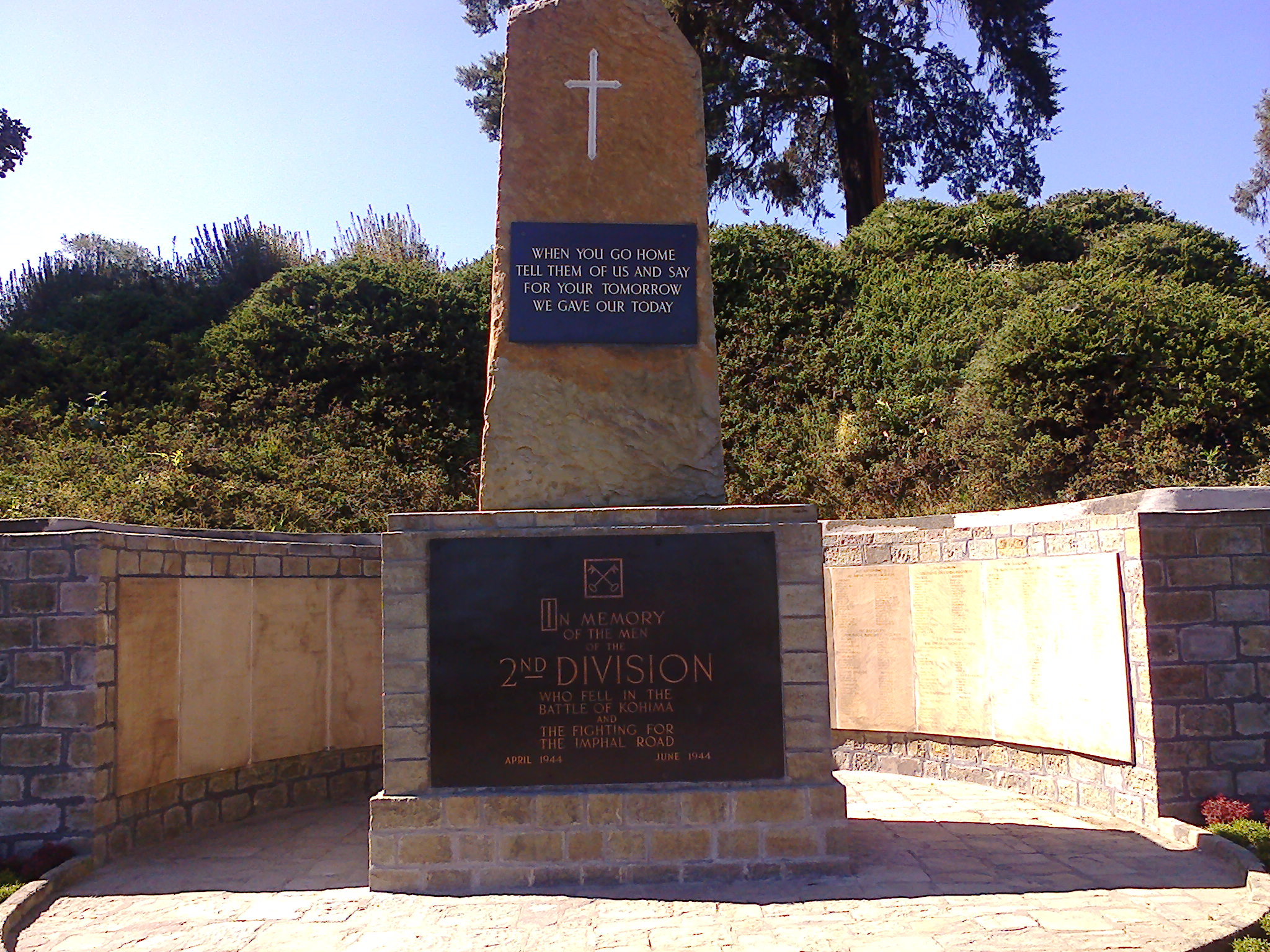
مقبرة حرب كوهيما

غزت القوات اليابانية بورما في عام 1944 خلال الحرب العالمية الثانية بمساعدة الجيش الوطني الهندي تحت قيادة سوبهاش تشاندرا بوز وحاولوا الدخول إلى الهند لاحتلالها عبر كوهيما. دافع الجنود الهنود البريطانيون عن منطقة كوهيما وبعد موت العديد منهم دعمهم البريطانيين في يونيو 1944. تمكنت القوات البريطانية والهندية من صد الهجوم الياباني بنجاح. دارت المعركة من 4 أبريل إلى 22 يونيو 1944 في كوهيما بالتزامن مع المعركة في إمفال، مانيبور. خسر الجيش الوطني الهندي نصف قواته بسبب الحرب والجوع واضطروا للانسحاب عبر بورما.
توجد مقبرة الحرب العالمية الثانية ومتحف حرب في كوهيما تكريمًا للقتلى في المعارك بين الإمبراطورية البريطانية والقوات اليابانية. قُتل حوالي 4000 جندي من الإمبراطورية البريطانية و3000 جندي ياباني. العديد من قتلى بريطانيا كانوا من شعب الناغا وخاصة قبيلة أنغامي. بالقرب من النصب التذكاري تقع كاتدرائية كوهيما على تل أرادورا التي تم بنيت من عائلات وأصدقاء الجنود اليابانيين الذين فقدوا حياتهم.

### ما بعد الاستقلال
ظلت المنطقة تابعة لمقاطعة آسام بعد استقلال الهند في عام 1947. في ذلك الوقت برزت الحركات القومية بين بعض الناجا. وطالب مجلس ناغا الوطني بقيادة زابو فيزو بإقامة اتحاد سياسي لكل قبائل الناغا والسكان الأصليين. قامت هذه الحركة بسلسلة من الأعمال العنيفة التي أضرت بالبنية التحتية الحكومية والمدنية واستهدفت المسؤولين الحكوميين والمدنيين. أرسلت الحكومة المركزية الجيش الهندي لاستعادة النظام في المنطقة في عام 1955. توصل قادة الناغا والحكومة الهندية في عام 1957 إلى اتفاق لإنشاء منطقة تلال ناغا المنفصلة. لذا دمجت منطقة توينسانغ مع تلال الناغا لإنشاء مساحة الولاية الحالية، وأصبحت تتمتع بالحكم الذاتي بموجب الجدول السادس لدستور الهند، وكان من المقرر أن "يديرها الحاكم بصفته وكيلا للرئيس ولكنها ستكون مستقلة عن إدارة الحدود الشمالية الشرقية".
لكن ذلك لم يكن كافياً لإرضاء الناغا فتصاعدت أعمال العنف في جميع أنحاء الولاية فهوجم الجيش والمؤسسات الحكومية والبنوك ورفض الشعب دفع الضرائب. تم التوصل إلى اتافق من 16 نقطة يتضمن إنشاء ولاية ناجلاند بعد محادثات بين رئيس الوزراء جواهر لال نهرو وقادة مؤتمر شعب الناغا (NPC) في يوليو 1960.

### ولاية ناغستان
بناء على الاتفاق خضع الإقليم للائحة الأحكام الانتقالية في ناغستان لعام 1961، أقر في اللائحة تشكيل هيئة مؤقتة مكونة من 45 عضوًا تنتخبهم القبائل وفقًا لتقاليدهم وعاداتهم. أصبحت ناجلاند لاحقًا ولاية بموجب قانون ولاية ناغستان لعام 1962 الذي أقره البرلمان. حلت الهيئة المؤقتة في 30 نوفمبر 1963 وأصبحت ناغستان ولاية رسميًا في 1 ديسمبر 1963 وأُعلنت كوهيما عاصمة لها. افتتحت أول جمعية تشريعية منتخبة ديمقراطيًا في ناغستان في 11 فبراير 1964 إثر الانتخابات التي جرت في يناير 1964.
استمر التمرد في العديد من مناطق ناغستان بالهند وبورما. على إعلان وقف إطلاق النار واستمرار المفاوضات لكنه لم يحد من العنف. فرضت رئيسة الوزراء أنديرا غاندي الحكم الرئاسي على الدولة في مارس 1975. وافق بعض قادة الجماعات المتمردة الكبرى على التخلي عن أسلحتهم وقبول الدستور الهندي في نوفمبر من نفس العام، بينما رفضت مجموعة صغيرة ذلك واستمرت في التمرد. كان لمجلس الكنيسة المعمدانية في ناغستان دور بارز في بدء جهود السلام في ستينيات القرن العشرين.
وقع انفجاران قويان في نفس اليوم في عام 2004 استهدفا محطة ديمابور للسكك الحديدية وسوق هونغ كونغ قتل فيه 30 شخص وأصيب أكثر من 100 آخرين في واحدة من أكثر الهجمات الإرهابية دموية في ناغستان. توفي سنويًا ما بين 0 و11 مدنيًا في ناغستان بسبب التمرد من 2009 إلى 2013 أي أقل من حالة وفاة واحدة لكل 100,000 شخص، وتوفي ما بين 3 و55 متمرد سنويًا في القتالات بين الفصائل أي ما بين 0 و3 وفيات لكل 100,000 شخص.
شهدت ناغستان في أوائل عام 2017 حالة من الاضطرابات المدنية والاحتجاجات على خلفية الإعلان عن تخصيص نسبة 33٪ للنساء في الانتخابات المحلية.
قتلت وحدة من القوات الخاصة الهندية 21 ستة عمال مدنيين بالقرب من قرية أوتينغ في منطقة مون بناغستان في 4 ديسمبر 2021. أعقب ذلك أحداث عنف قُتل فيها ثمانية مدنيين وجندي واحد. لاقى الحدث إدانات واسعة وطالب العديد بإلغاء قانون الصلاحيات الخاصة للقوات المسلحة.
أُجريت آخر انتخابات للجمعية التشريعية في ناغستان في 27 فبراير عام 2023 فجرت الانتخابات في ستين دائرة انتخابية بنسبة مشاركة بلغت 87٪. انتخب في هذه الانتخابات هيكاني جاكالو كينسي وسالهوتونو كروز في سابقة تاريخية كونهما أول مرشحتين في ناغستان وكلاهما من الحزب القومي الديمقراطي التقدمي الحاكم. وأصبحت سالهوتونو كروز أول وزيرة في الجمعية التشريعية بناغستان.

## الجغرافيا

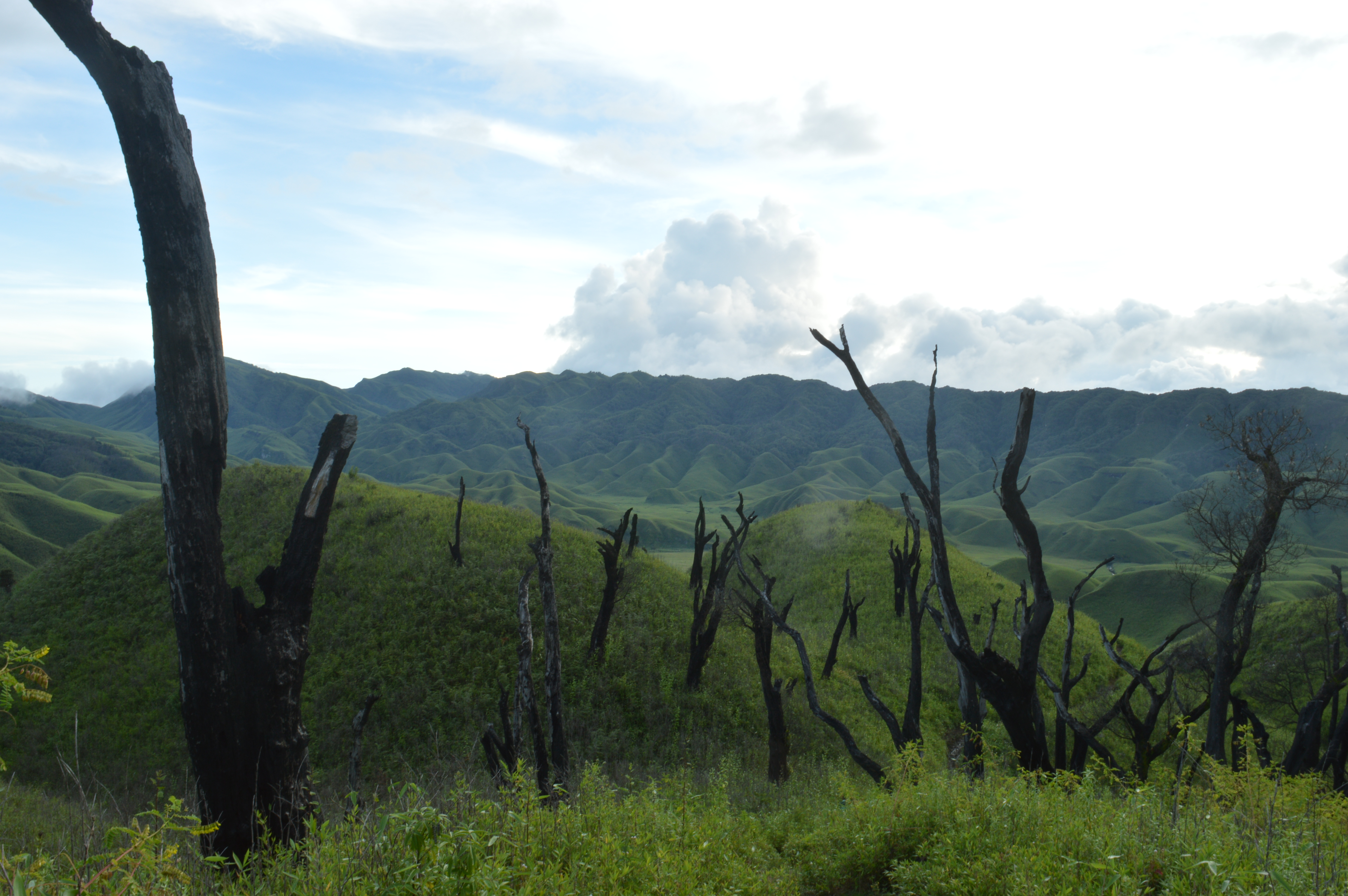
وادي دزوكو على الحدود بين ناغستان ومانيبور

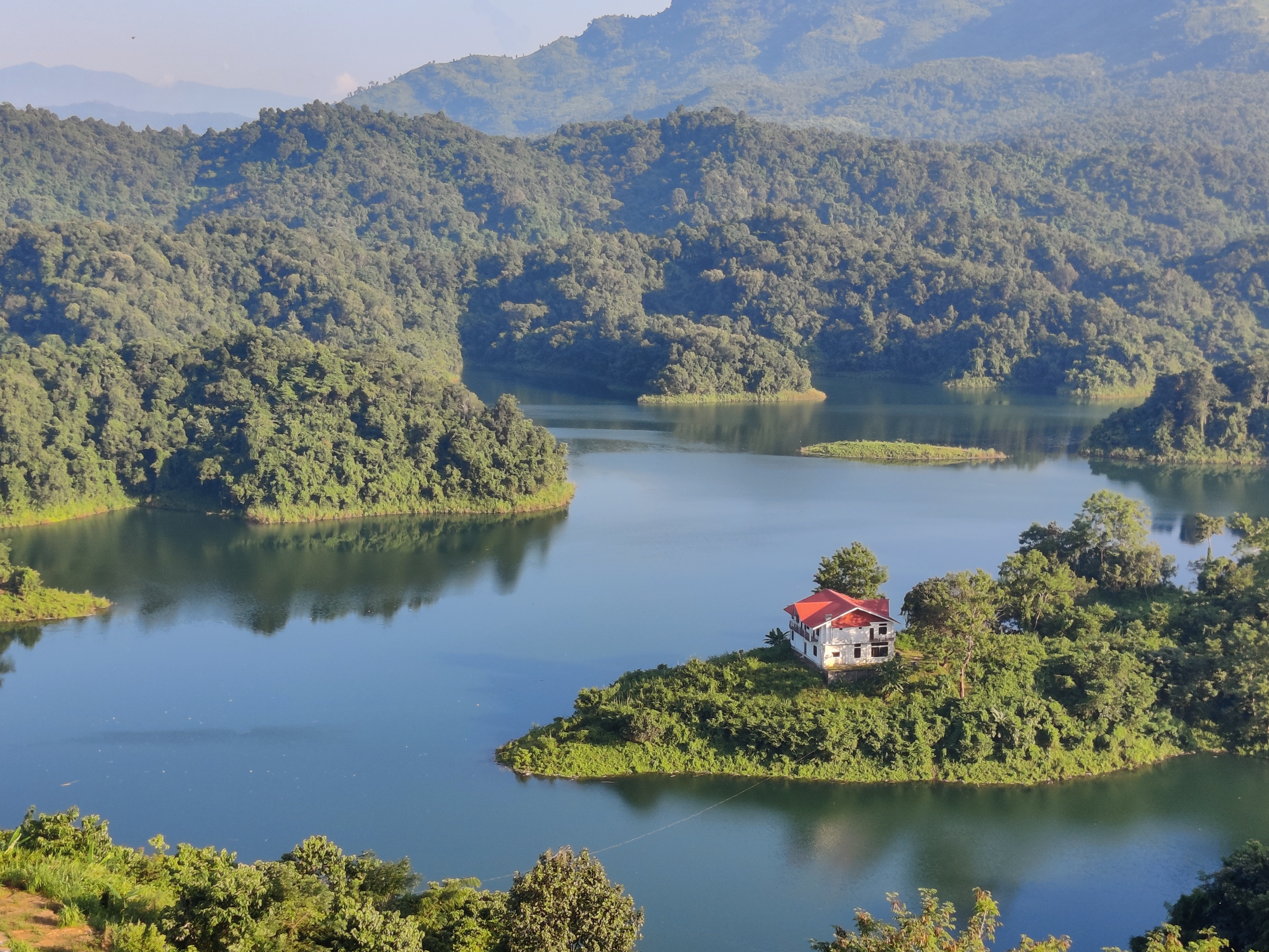
نهر دويانغ في منطقة ووخا

تغطي الغابات 20% من إجمالي مساحة أراضي الولاية، من أنواع الغابات الاستوائية وشبه الاستوائية دائمة الخضرة. تشير العديد من الدراسات الأولية إلى وجود احتياطيات كبيرة تجارية من النفط والغاز الطبيعي. يوجد بالولاية احتياطات من الحجر الجيري والرخام والحديد والنيكل والكروم والكوبالت كلها غير مستغلة.

### المناخ
تتميز ناغستان بمناخ موسمي ورطوبة عالية. يتراوح متوسط الأمطار السنوي بين 1,800–2,500 مليمتر (70–100 بوصة)، يهطل معظمها من مايو إلى سبتمبر. تترواح درجات الحرارة بين 21 إلى 40 °م (70 إلى 104 °ف). نادرًا من تقل درجات الحرارة عن 4 °م (39 °ف) في الشتاء، لكن عادة ما يبرد الجو في المرتفعات. فصل الصيف قصير في الولاية ويدوم لبضعة أشهر فقط، تتراوح درجات الحرارة بين 16 و 31 °م (61 و 88 °ف). الحد الأقصى لمتوسط درجات الحرارة في الشتاء هو 24 درجة مئوية (75 فهرنهايت). وتهب رياح شمالية غربية قوية عبر الولاية خلال فبراير ومارس.

### الحياة البرية

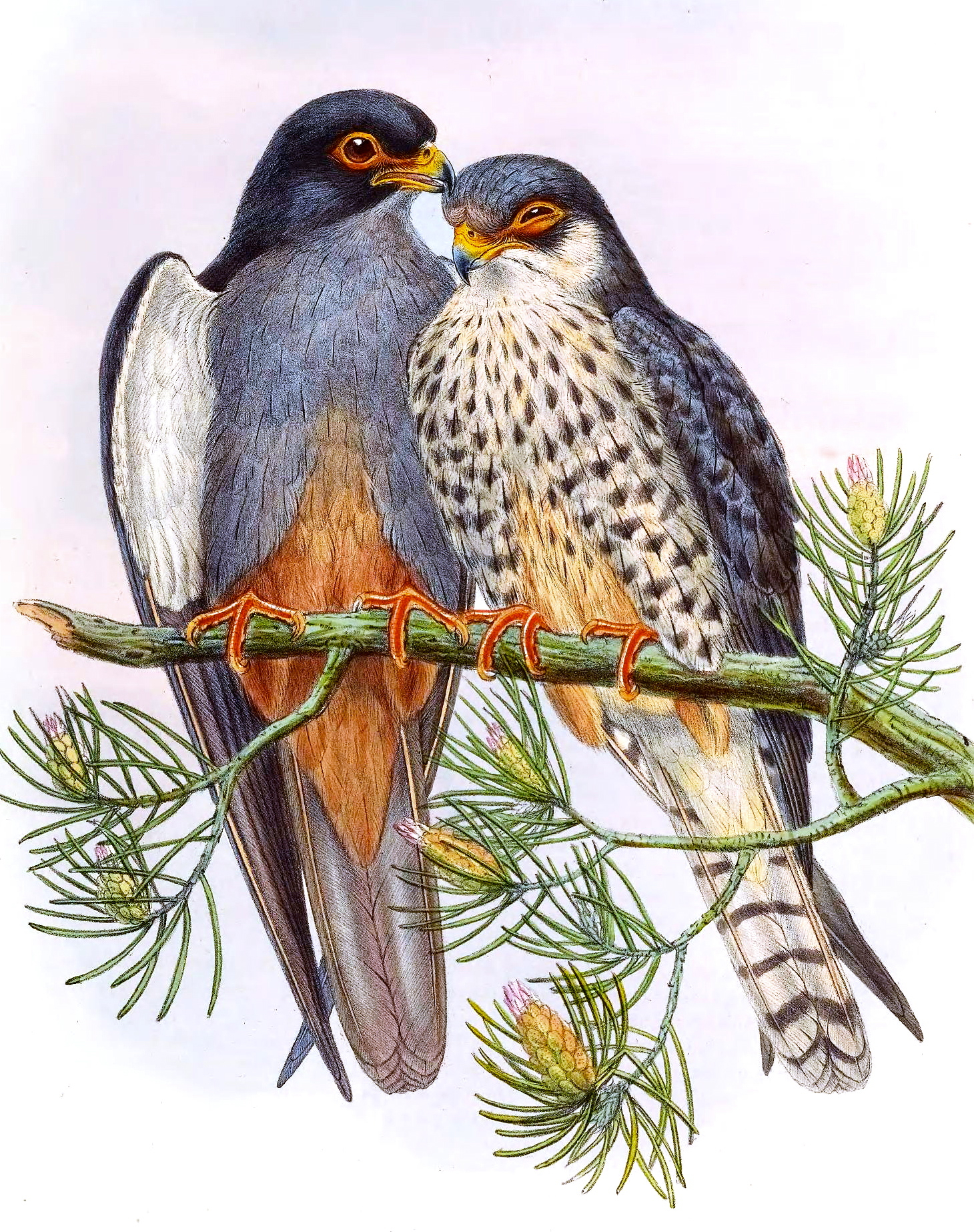
يعيش حوالي مليون Amur falcons في ناغستان. أي حوالي 50 صقرا لكل كيلومتر مربع.

تغطي الغابات الاستوائية وشبه الاستوائية دائمة الخضرة حوالي سدس مساحة ناغستان، وتشمل أشجار النخيل والخيزران والرتان بالإضافة إلى غابات الأخشاب وماهوجني. يوجد في الولاية العديد من المحميات الطبيعية في ناغستان مثل حديقة نتانغكي الوطنية ومحمية بولي بادزي للحياة البرية ومحمية فاكيم للحياة البرية ومحمية غابة رانغاباهار. تضم ناغستان مجموعة متنوعة من الثدييات مثل لوريس بطيء ومكاك أسامي وpig-tailed macaque ومكاك دبي ومكاك ريسوسي ولنغور مقلنس وhoolock gibbon ودب الهمالايا الأسود ودب الشمس ودول وببر بنغالي ونمر هندي ونمر ملطخ وسنور معرق وسنور ذهبي آسيوي وفيل هندي ووحيد القرن الهندي وغور وسيرو أحمر ومنتجق هندي ومنتجق ورقي وhog deer وصمبر وآكل نمل حرشفي صيني وشيهم ملاوي وشيهم آسيا ذو الذيل الشبيه بالفرشاة وHoary bamboo rats.
تتمتع ناغستان بتنوع غني في الطيور بأكثر من 490 نوعًا. يعتبر تراغوبان بليث، وهو نوع مهدد من الطيور، طائر الولاية الرسمي، شوهد هذا الطير في جبل جابفو ووادي دزوكو بمنطقة كوهيما، وساتوي بمنطقة زونهيبوتو وPfütsero بمنطقة بيهك. تُعرف الولاية أيضًا بأنها "عاصمة الصقور في العالم".
الغايال، هو نوع من الغور شبه المستأنس، هو رمز ولاية ناغستان وشعار حكومة الولاية. للحفاظ على هذا النوع وحمايته في شمال شرق الهند، أنشئ المجلس الهندي للبحوث الزراعية المركز القومي للبحوث في ميثون في عام 1988.
يوجد في ناغستان 396 نوعًا من الأوركيد تنتمي إلى 92 جنسًا 54 منها لها ذو أهمية اقتصادية في البستنة والطب.

## التركيبة السكانية

### تعداد السكان

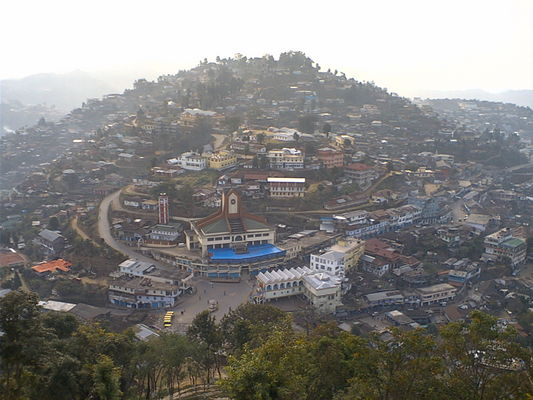
موكوتشنغ هي واحدة من أكثر الأماكن اكتظاظًا بالسكان في نَجَلَند

يبلغ عدد سكان نَجَلَند 1,9 مليون نسمة تقريبًا منهم 1,04 مليون من الذكور و0,95 مليون من الإناث. أكبر مناطقها من حسي السكان ديمابور (379٬769 نسمة) تليها كوهيما (270٬063 نسمة)، والأقل من حيث السكان هي لونغلينغ (50٬593 نسمة). يعيش 75٪ من السكان في المناطق الريفية. كان يعيش حوال 10% من سكان الريف تحت خط الفقر وحوالي 4.3% من سكان المناطق الحضرية في عام 2013.
أظهر التعداد السكاني حدوث انخفاضًا سكانيًا بين تعداد عام 2001  م إلى تعداد عام 2011  م وهي الولاية الوحيدة التي انخفض التعداد السكاني بها. وقد أرجع العلماء ذلك إلى حساب غير صحيح في التعدادات السابقة. لذا يعتبر تعداد 2011 في نَجَلَند الأكثر موثوقية حتى الآن.
وتتركز أكبر التجمعات الحضرية على ديمابور (122٬834) كوهيما (115٬283). المدن الرئيسية الأخرى (حسب تعداد السكان لسنة 2011 ) هيتونسينغ (36٬774)، موكوتشنغ (35٬913)، ووكا (35٬004)، مون (26٬328)، تشوموكيديما (25٬885)، سنهابوتو (22٬633)، كيبهير (16٬487)، كودا (16٬108)، قرية كوهيما (15٬734)، فيك (14٬204)، بفوتسويرو (10٬371) وديفوبار 'أ' (10٬246).
متوسط العمر المتوقع في ناغستان هو 75.4 سنة، ويصل إلى 79.9 سنة للنساء ويقل إلى 71.5 سنة للرجال خلال الفترة من 2019 إلى 2021. معدل وفيات الرضع يقدر بـ3 لكل 1000 ولادة في عام 2019 وهو ما يعادل الدول المتقدمة. هذان المؤشران الصحيان هما الأفضل بين الولايات الهندية. أما معدل الخصوبة فيبلغ 1.7 طفل لكل امرأة خلال نفس الفترة وهو أقل من مستوى الإحلال السكاني.

### الأعراق
يوجد في الولاية 15 مجموعة عرقية رئيسية من قبائل الناغا هي الأنغامي والآو والشاخيسانغ والشانغ والخيامنيونغان والكونيك واللوثا والفوم والبوشوري والرينجما والسانغتام والسومي والتيخير واليمخيونغ والزيمي ليانغماي (الزيليانغ)، بالإضافة إلى مجموعتين عرقيتين أخريين هما الكوكي والكاشاري.
هناك بعض القبائل الصغيرة أو الفروع القبلية الحديثة الأخرى الموجودة في الولاية مثل الغارو والكاربي والشير والماكوري والرونغمي.

### اللغات
لغات ناجلاند 2011
يشكل شعب الناغا الأغلبية السكانية في ناغستان. فمن إجمالي 2 مليون شخص يعيشون في ناغستان يمثل الناغا حوالي 1.8 مليون منهم أي أكثر من 90٪ من السكان وغالبيتهم يتكلمون اللغات الصينية التبتية. وقد طور شيفر نظام تصنيف خاص للغات المنطقة.
اعتمدت جمعية ناغستان اللغة الإنجليزية لغة رسمية للولاية ووسيلة للتعليم في عام 1967. و تُستخدم لغة ناجاميز وهي لغة مولدة قائمة على الأسامية بشكل كبير.
اللغات الرئيسية المستخدمة في ناغستان حسب تعداد 2011 هي الكونياك (244,135)، الآو (231,084)، اللوثا (177,488)، الأنغامي (151,883)، الشكري (91,010)، السانغتام (75,841)، البنغالية (74,753)، الزيمي (71,954)، اليمخيونغرو (74,156)، التشانغ (65,632)، الخيامنيونجان (61,906)، الرينجما (61,537)، الفوم (53,674)، النيبالية (43,481)، الكوزهامي (34,218)، البوشوري (21,446)، الكوكي (18,391)، التشاخيسانغ (17,919)، الآسامية (17,201)، اللغة البودووية (12,243)، المانيبورية (9,511)، السيما (8,268)، وغيرها.

### الدين

#### المسيحية
الدين في ناجلاند (2011)

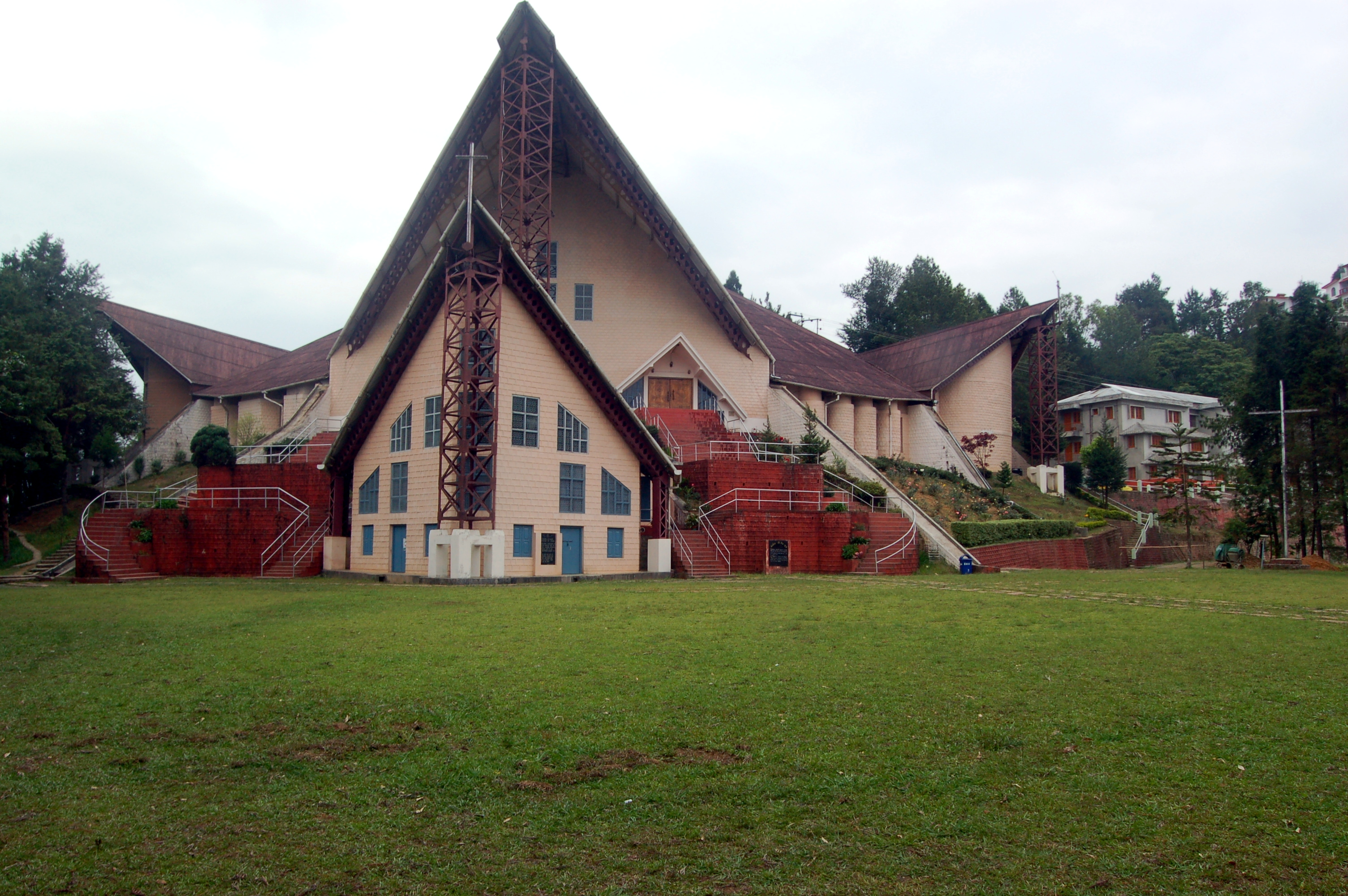
الكاتدرائية الكاثوليكية في مدينة كوهيما. حوالي 80٪ من سكان ناغستان هم من المعمدانيين.

يشكل معتنقي الديانات الإبراهيمية أكثر من 90٪ من السكان بشكل عام ويشكل المسيحيون منهم 88٪ . تُعرف ناغستان بأنها "الولاية ذات الأغلبية المعمدانية في العالم". وصلت المسيحية إلى ناغستان في أوائل القرن التاسع عشر فبدأت البعثة المعمدانية الأمريكية في ناغا كفرع من بعثة آسام في عام 1836. رأى مايلز برونسون وناثان براون وغيرهم من المبشرين المسيحيين العاملين من جايبور فرصة لنشر المسيحية في شبه القارة الهندية وبالأخص شمال شرق الهند بسبب الطابع الروحاني والدين الشعبي السائد.

#### الهندوسية
الهندوسية هي ثاني أكبر ديانة في ناغستان. يتمركز الهندوس أساسًا في منطقة ديمابور السابقة (وفقًا لتعداد الهند 2011، تشمل مقاطعات ديمابور ونيولاند وتشوموكيديما الحالية) بنسبة (28.75٪) ومنطقة كوهيما بنسبة (9.51٪). يعد معبد ديمابور كاليباري من المعابد المشهورة في ناغستان.

#### ديانات أخرى
تمارس بعض قبائل الناغا خصوصًا زيليانغرونغ (زيميس ورونجميس) ديانات شعبية، بينما تقل هذه الممارسات بين المجموعات العرقية الأخرى.

### التحضر
تعتبر ناغستان منطقة ذات طابع ريفي بشكل كبير إذ كان 71.14٪ من سكانها يقيمون في المناطق الريفية في عام 2011. كانت كوهميا العاصمة المدينة الوحيد بالولاية حتى عام 1951، ثم صنفت ديمابور وموكوكتشونغ كمدن من عام 1961 وأخيرا مدن Tuensang وWokha ومون وZünheboto في عام 1981. تشكل القبائل المجدولة ما يقرب من 90٪ من السكان.

## الحكومة
الحاكم هو الرئيس الدستوري للدولة وممثل لرئيس الهند، وتقتصر مسؤولياته بشكل كبير على الطقوس الاحتفالية بجانب مسؤوليات القانون والنظام.
التحالف الديمقراطي لناغستان (DAN) هو تحالف سياسي على مستوى الولاية. تولى الحكم بالشراكة مع حزب بهاراتيا جاناتا وجنتا دال (يونايتد) (JDU). تأسس التحالف في عام 2003 عقب انتخابات الجمعية التشريعية في ناغستان، بمشاركة جبهة ناغا الشعبية (NPF) وحزب بهاراتيا جاناتا، وظل في السلطة من 2003 حتى 2018.
وقد فاز جبهة النجا الشعبية بالأغلبية في انتخابات الجمعية التشريعية لعام 2018 في ناغستان واستمر في الحكم منذ ذلك الحين.

### التقسيم الإداري
تنقسم ناغستان إلى 16 منطقة يذكرها الجدول ومقرها وتعداد السكان لعام 2011 والمساحة:
| المنطقة               | المقر        | المساحة (كم2) | الارتفاع (متر) | مجموع السكان | سكان الريف | سكان الحضر | تاريخ الإنشاء |
| --------------------- | ------------ | ------------- | -------------- | ------------ | ---------- | ---------- | ------------- |
| Chümoukedima District | Chümoukedima | 610           | 171            | 125,400      | 81,884     | 43,516     | 2021          |
| منطقة ديمابور         | Dimapur      | 70            | 145            | 170,000      | 0          | 170,000    | 1997          |
| Kiphire District      | Kiphire      | 1,130         | 896            | 74,004       | 57,517     | 16,487     | 2004          |
| منطقة كوهيما          | كوهيما       | 1,207         | 1,444          | 267,988      | 146,900    | 121,088    | 1957          |
| Longleng District     | Longleng     | 885           | 1,100          | 50,484       | 42,871     | 7,613      | 2004          |
| منطقة موكوكشونج       | Mokokchung   | 1,719         | 1,325          | 194,622      | 138,897    | 55,725     | 1957          |
| مون                   | Mon          | 1,786         | 655            | 250,260      | 215,816    | 34,444     | 1973          |
| Niuland District      | Niuland      | -             | 154            | 11,876       | 11,876     | 0          | 2021          |
| Noklak District       | Noklak       | 1,152         |                | 59,300       | 59,300     | 0          | 2017          |
| بيرن                  | Peren        | 2,300         | 1,445          | 95,219       | 81,429     | 13,790     | 2004          |
| بيهك                  | Phek         | 2,026         | 1,524          | 163,418      | 138,843    | 24,575     | 1973          |
| Shamator District     | Shamator     | -             | -              | 12,726       | -          | -          | 2022          |
| Tseminyü District     | Tseminyü     | 256           | 1,261          | 63,629       | 60,766     | 2863       | 2021          |
| منطقة تونسانج         | Tuensang     | 2,536         | 1,371          | 137,296      | 100,522    | 36,774     | 1957          |
| منطقة وخا             | Wokha        | 1,628         | 1,313          | 166,343      | 131,339    | 35,004     | 1973          |
| منطقة زونهيبوتو       | Zunheboto    | 1,255         | 1,852          | 140,757      | 113,160    | 27,597     | 1973          |

## الاقتصاد

زراعة المدرجات في بفوتسيرو.

بلغ الناتج المحلي الإجمالي لولاية ناغستان حوالي 12,065 كرور روبية (1.4 مليار دولار أمريكي) في العام المالي 2011-2012. وشهد الناتج المحلي الإجمالي لناغستان نموًا سنويًا بنسبة 9.9٪ على مدى عشر سنوات تضاعف بسببه دخل الفرد. يشكل قطاع الزراعة والغابات قوام الناتج المحلي الإجمالي لناغستان. الولاية غنية بالموارد المعدنية كالفحم والحجر الجيري والحديد والنيكل والكوبالت والكروم والرخام.
تُزرع محاصيل مثل البن الفاخر والهيل والشاي بكميات صغيرة في المناطق الجبلية ولكن توجد إمكانيات كبيرة لتنمية هذا المجال. الأرز هو الغذاء الرئيسي للسكان ويُزرع على حوالي 80٪ من المساحة الزراعية. البذور الزيتية هي محصول آخر ذو دخل مرتفع ويكتسب شعبية في ناغستان. إنتاجية المزارع بشكل عام منخفضة مقارنةً بالولايات الهندية الأخرى. تدهور زراعة الجوم (القطع والحرق) التربة وتلوثها وهي تشكل النسبة الأكبر من الأراضي المزروعة. الولاية لا تنتج ما يكفي من الغذاء وتستورد غذائها من ولايات هندية أخرى.

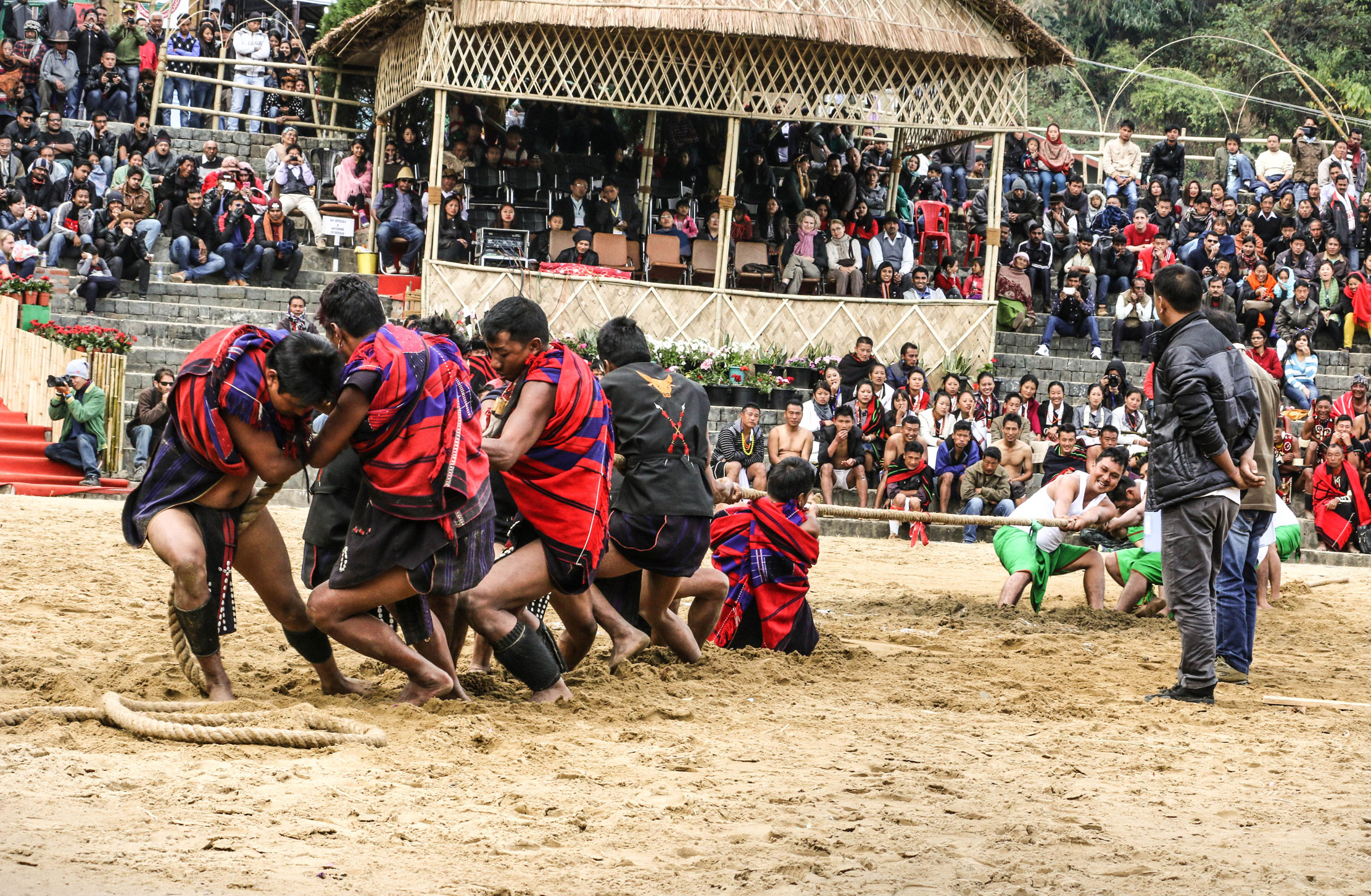
مهرجان هورنبيل

تمتلك السياحة إمكانات هائلة للنمو بسبب موقعها الاستراتيجي ومناخها لكنها محدودة بشكل كبير بسبب مخاوف التمرد والعنف. بدأت العديد من الشركات الصغيرة والمتوسطة والخاصة مؤخرًا بترويج السياحة في ناغستان مما أسهم في تنمية سوق السياحة. يجذب مهرجان هورنبيل السياح الهنود والأجانب. تتمثل المحاور الرئيسية للسياحة في ناغستان بعرض التاريخ والثقافة والحياة البرية.
تولد الولاية 87.98 ميجاوات من الطاقة مقابل طلب يبلغ 242.88 ميجاوات لذا تستورد ناغستان هذا العجز. تمتلك الدولة إمكانات هيدروكهربائية ضخمة وإذا استغلت بشكل كامل فيمكن أن يصبح للولاية فوائض الطاقة. تتوفر الكهرباء في قرية ومدينة وتقريبًا كل أسرة، لكن البنية التحتية للكهرباء غير فعالة بسبب نقص الطاقة في الولاية.
أعلن رئيس وزراء ناغستان، تي آر زيليانغ عن استئناف عمليات التنقيب عن النفط في منطقتي تشانغبانغ وتسوري التابعتين لمنطقة ووخا في يوليو 2014 يعد نوقف دام نحو 20 عامًا. ستقوم شركة متروبوليتان للنفط والغاز الخاصة المحدودة بالعمليات التنقيب. وقد ذكر زيليانغ وجود إخفاقات ومطالبات مالية متنازع عليها مع شركة التنقيب السابقة مؤسسة النفط والغاز الطبيعي المملوكة للدولة.

## النقل

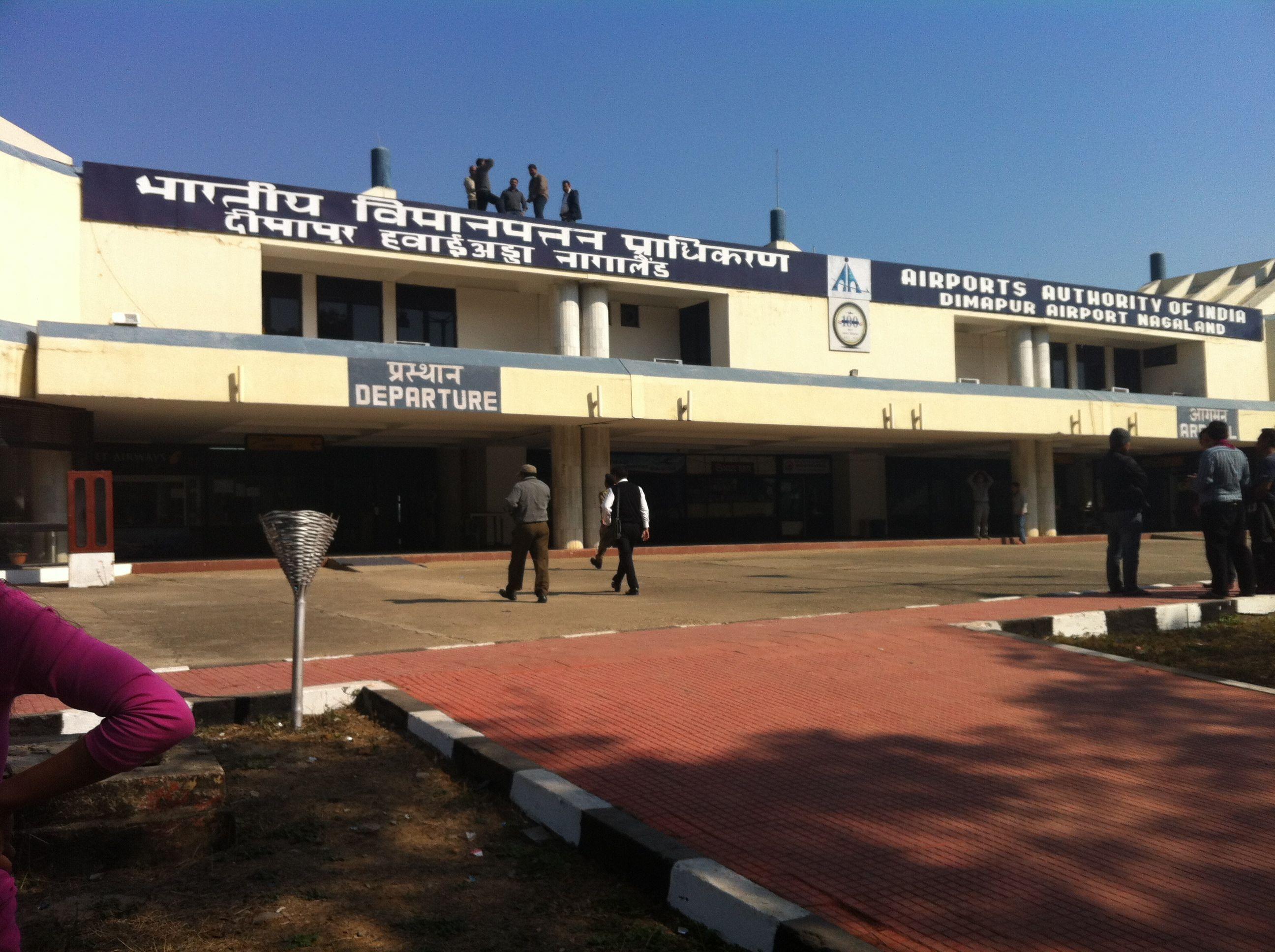
مطار ديمابور

تمثل تضاريس الولاية الوعرة والجبلية تحديًا كبيرًا لتطوير البنية التحتية للنقل. الطرق هي الركيزة الأساسية لشبكة النقل في ناغستان قيبلغ طول الطرق المعبدة أكثر من 15000 كيلومتر لكنها غالبًا ما تتضر بسبب الطقس. تحتل ناغستان المرتبة الثانية كأفضل ولاية في المنطقة بعد أروناجل برديش بالنظر إلى كثافة الطرق بالنسبة لعدد السكان.
مطار ديمابور هو المطار الوحيد في ناغستان ويقدم خدمات تجارية مجدولة إلى كلكتا وجواهاتي وإمفال وديبروجاره. يقع المطار على بعد 7 كيلومترات (4.3 ميل) من ديمابور و70 كيلومترًا (43 ميل) من كوهيما ويبلغ طول مدرجه 2290 مترًا على ارتفاع 487 قدمًا.

## الثقافة

### المهرجانات
تشتهر ناغستان في الهند بكونها أرض المهرجانات. بسبب التنوع الثقافي والعرقي للسكان فلكل مجموعة ثقافتها وتراثها الفريد، كما تحتفل الولاية بكافة المناسبات المسيحية. ترتكز المهرجانات المجموعات العرقية التقليدية على الزراعة وهي المصدر العيش الرئيس لأغلبية سكان ناغستان. ومن أبرز المهرجانات لكل مجموعة عرقية رئيسية هي:
| المجموعة العرقية | الاحتفال                             | شهر الاحتفال         |
| ---------------- | ------------------------------------ | -------------------- |
| أنغامي           | Sekrenyi                             | يناير                |
| أو               | Moatsü وTsüngremong                  | مايو وأغسطس          |
| تشاخيسانغ        | Tsükhenyie وSükhrünyie               | أبريل/مايو ويناير    |
| تشانغ            | Naknyulüm وKundanglüm                | أبريل ويوليو         |
| ديماسا كاشاري    | Bushu Jiba                           | يناير وأبريل         |
| خيامنيونغان      | Miu وTsoküm                          | مايو وأكتوبر         |
| كونياك           | Aoleang وLao-ong Mo                  | أبريل وسبتمبر        |
| كوكي             | Mimkut وChavang Kut                  | يناير ونوفمبر        |
| لوثا             | Tokhü Emong                          | نوفمبر               |
| فوم              | Monyiü وMoha وBongvüm                | أبريل ومايو وأكتوبر  |
| بوشوري           | Yemshe                               | أكتوبر               |
| رينجما           | Ngada                                | نوفمبر               |
| سانغتام          | Mungmung                             | سبتمبر               |
| رونغمي           | Gaan-ngai                            | يناير                |
| سومي             | Ahuna وTülüni                        | نوفمبر ويوليو        |
| خيونغرو          | Metümnyo وTsungkamniu                | أغسطس ويناير         |
| زيليانغ          | Hega وLangsimyi/Chaga Gadi وMileinyi | فبراير وأكتوبر ومارس |

#### مهرجان هورنبيل

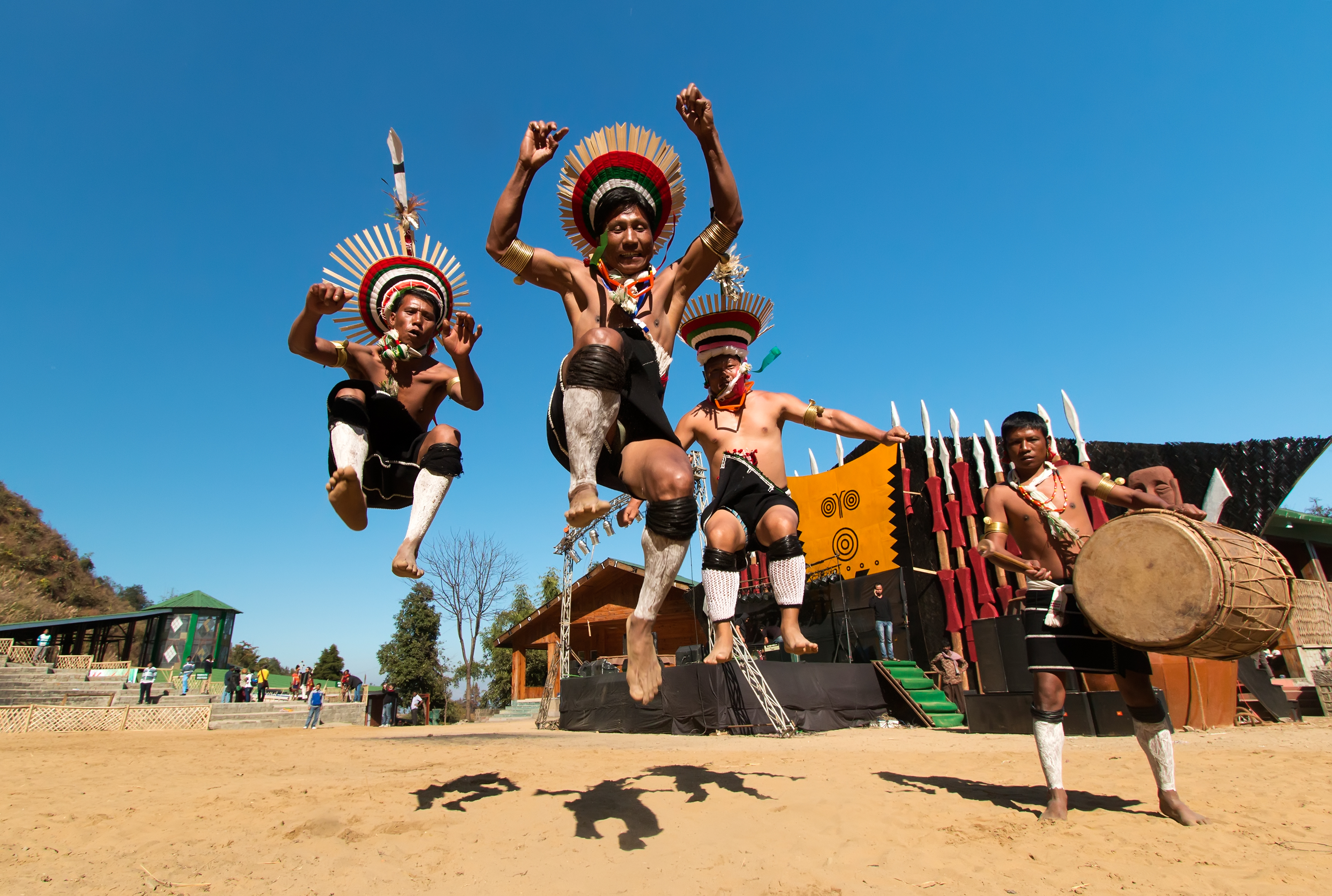
مهرجان هورنبيل

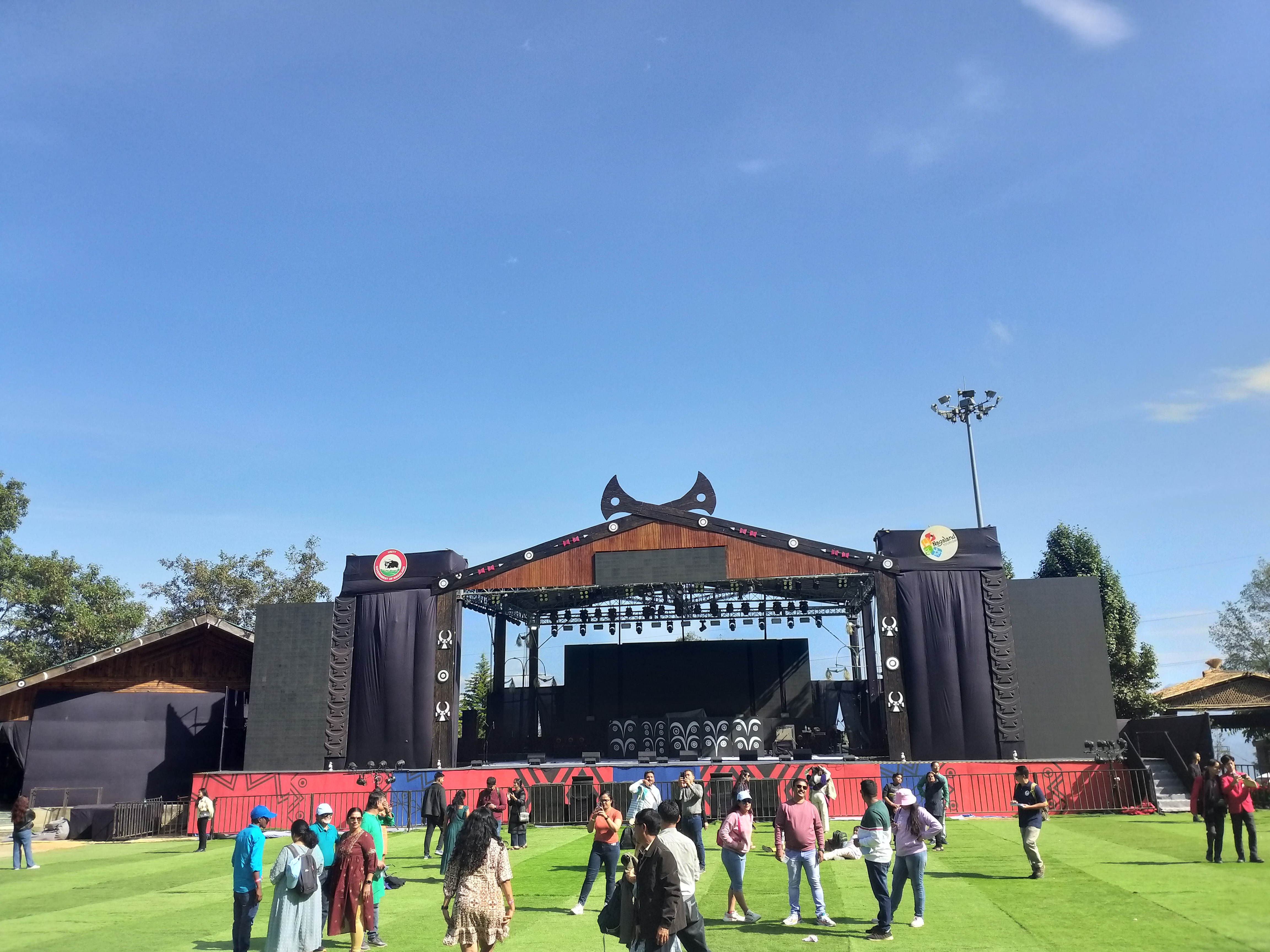
مهرجان هورنبيل

أطلقت حكومة ناغستان مهرجان هورنبيل في ديسمبر عام 2000 لتعزيز التفاعل بين الأعراق وتقدير التراث الثقافي للولاية. يُقام المهرجان في قرية كيساما التراثية الواقعة على بُعد حوالي 12 كيلومترًا جنوب كوهيما وتشارك فيه جميع المجموعات العرقية في ناغستان. يهدف المهرجان إلى إحياء وحماية الثقافة الغنية لناغستان وعرض تاريخها وثقافتها وتقاليدها.
يحمل المهرجان اسم طائر الهورنبيل الذي يظهر في فولكلور معظم أعراق الولاية. يجمع المهرجان الذي يستمر لمدة أسبوع شعب ناغستان ويستمتع الزوار بالعروض الملونة والحرف اليدوية والرياضات ومعارض الطعام والألعاب والاحتفالات. من أبرز فعاليات المهرجان: معرض Naga Morungs التقليدي وبيع الفنون والحرف اليدوية وأكشاك الطعام وأكشاك الأدوية العشبية والمزيج الثقافي من الأغاني والرقصات وعروض الأزياء ومسابقات الجمال والرماية التقليدية ومصارعة النجا وألعاب السكان الأصليين والحفلات الموسيقية. ومن عوامل الجذب الإضافية: عرض كونياك للأكل الناري ومسابقات أكل دهون الخنزير ومهرجان هورنبيل الأدبي ومهرجان هورنبيل السينمائي العالمي وكرة هورنبيل وبانوراما الكورال وعروض فرقة الطبول الشمالية الشرقية ومسابقة ناغا كينج تشيلي للأكل ومسابقة هورنبيل الوطنية لموسيقى الروك ورالي هورنبيل الدولي للسيارات ورالي السيارات القديمة.

### الرياضة
مصارعة كين أو ناغا هي فن قتالي شعبي ورياضة تقليدية لدى شعب الناجا. وتوجد رياضة Sümi kick fighting القتالية تقليدية ظهرت بين Sümi Nagas، تتميز بالركلات بأخمص القدم فقط. يهدف هذا النشاط الرياضي إلى تصحيح الأخطاء أو استعادة الشرف أو "تسوية الخلافات" بين القبائل وأفرادها دون اللجوء إلى العنف وكان يُمارس في المناسبات القبلية.

## التعليم
يبلغ معدل الإلمام بالقراءة والكتابة في ناغستان 80.1٪، توفر الولاية التعليم الفني والطبي. تنقسم مدارس ناغستان من حيث الإدارة فإما تديرها الحكومة المحلية أو الحكومة المركزية أو منظمات خاصة. يقدم التعليم بشكل رئيسي باللغة الإنجليزية اللغة الرسمية لناغستان.
يوجد في الولاية جامعة مركزية واحدة هي جامعة ناغستان ومعهد وطني للتكنولوجيا هي كلية الهندسة ومعهد ناغستان للعلوم الطبية والبحوث وكلية الطب وكلية للعلوم البيطرية والزراعة في جالوكي وثلاث جامعات خاصة هي جامعة القديس جوزيف وجامعة نورث إيست كريستيان ومعهد المحللين الماليين المعتمدين بجامعة الهند.

## روابط خارجية
- الموقع الرسمي
- Nagaland على مشروع الدليل المفتوح
- معلومات جغرافية متعلقة بناغالند على خريطة الشارع المفتوح